# Thirty Three & 1/3
Thirty Three & 1⁄3 (estilizado como Thirty Three & 1/ॐ na capa) é um álbum de estúdio do cantor e compositor George Harrison, lançado em 1976. É o primeiro álbum do músico lançado pela sua própria gravadora, Dark Horse. O projeto foi produzido num período crítico na vida de Harrison, que lidou com um caso de hepatite e, no mesmo período, foi processado por plágio pela canção "My Sweet Lord". Apesar disso, o álbum recebeu avaliações favoráveis da crítica.

## Faixas
Todas as faixas por George Harrison, exceto "True Love", composta por Cole Porter.
1. "Woman Don't You Cry For Me" (Harrison)
2. "Dear One" (Harrison)
3. "Beautiful Girl" (Harrison)
4. "This Song" (Harrison)
5. "See Yourself" (Harrison)
6. "It's What You Value" (Harrison)
7. "True Love" (Porter)
8. "Pure Smokey" (Harrison)
9. "Crackerbox Palace" (Harrison)
10. "Learning How to Love You" (Harrison)